# Monumento natural Cañón Gachedili
El Monumento natural cañón Gachedili (en georgiano: მარტვილის კანიონი) también conocido como Monumento Natural cañón Abasha (en georgiano: აბაშის კანიონის ბუნების ძეგლი  ) o Monumento natural cañón Martvili (en georgiano: მარტვილის კანიონი) es un cañón formado por la erosión en el río Abasha.

## Localización
Se encuentra en la Región de Samegrelo-Zemo Svaneti, oeste de Georgia, en el municipio de Martvili, cerca del pueblo de Gachedili, a 240 metros sobre el nivel del mar. El agua del río Abasha tiene un color verde intenso en el cañón. El monumento Natural del cañón Gachedili está a 6 km del popular Monumento Natural Cañón Balda. Un centro de visitantes se encuentra en el pueblo Gran Inchkhuri en las afueras del norte de Martvili.

## Historia
El cañón solía ser un lugar de baño para la familia Dadiani. En sus proximidades se pueden encontrar restos bien conservados de un característico molino megreliano de dos pisos que estuvo en funcionamiento en los siglos XVIII y XIX. El sendero Dadiani del cañón inferior tiene  30 escalones hechos de grandes cuadrados de piedra caliza. Según la leyenda, esta escalera fue seguida por Jorge el Hagiorita y David IV de Georgia.

## Morfología
El cañón tiene 2400 metros (1,5 mi) de largo, de 5 a 7 metros (16,4 a 23,0 pies) ancho y entre 50 a 70 metros (164 a 229,7 pies) de profundidad. En el centro del cañón, hay cascadas de 12 a 15 metros (39,4 a 49,2 pies). Fue tallado por la erosión del río Abasha en las rocas calizas de la parte sur del macizo Ashkah en la llanura de Odishi-Guria. La creación del cañón fue provocada por un gran terremoto, responsable de muchas fisuras abasíes. Los puentes de piedra caliza conservados en dos lugares a lo largo del cañón proporcionan evidencia del colapso de una o varias cuevas kársticas. Desde la perspectiva de la geología estructural, es evidente que el pliegue se formó en sedimentos del Mesozoico y Paleoceno que ahora están expuestos por la erosión del cañón. 

## Hallazgos paleontológicos
El cañón proporciona información paleontológica sobre la era mesozoica y  paleógeno, la época de los reptiles gigantes, mamíferos y aves. En 2010, en el área entre las aldeas de Gatshedili e Inchkhuri, una expedición de la Universidad Estatal de Ilia encontró unas 20 huellas de dinosaurios junto con algunos fragmentos de huesos, en su mayoría de dinosaurios herbívoros de tamaño mediano. Numerosos restos de invertebrados, como nautiloides, ammonites, braquiópodos y erizos de mar ayudaron a determinar la  época geológica de estos hallazgos. Se originaron en el período Cretácico superior de la Era Mesozoica, los períodos Maastrichtiano y Danés, o 100,5–65,5 Ma, período que coincide con una supremacía de los dinosaurios de 200 millones de años. Igualmente se encontraron fragmentos de reptiles gigantes del extinto Mosasaurio. Durante la segunda expedición de la Universidad de Ilia en 2011 se encontraron en algunas cuevas, restos humanos prehistóricos (huesos y fragmentos de huesos) junto con huesos de animales extintos, como el oso de las cavernas  y el bisonte También se encontraron huesos fosilizados de animales terrestres prehistóricos, que vivieron hace 65-75 millones de años, durante expediciones del Instituto Internacional de Ciencias de la Tierra de la Universidad Estatal Ilia. Como resultado de estos hallazgos, el cañón Gachedili fue convertido en área protegida por el gobierno de Georgia en octubre de 2010.

## Atracciones turísticas

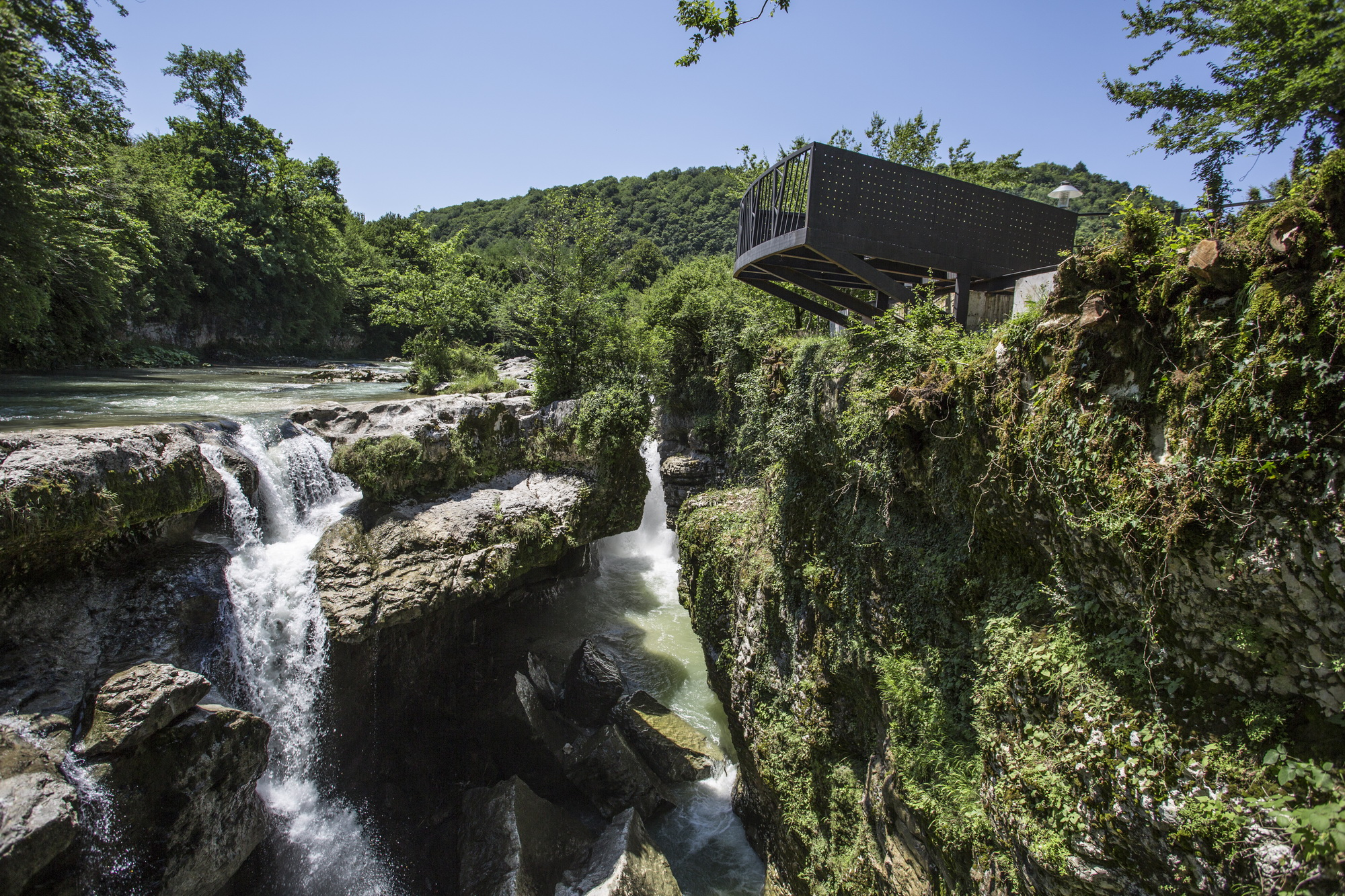
Cascada Gachedili y plataforma de observación.

Desde el centro de visitantes del cañón, la ruta turística empedrada de 700 m de largo tiene dos puentes que conducen a tres plataformas de observación del cañón y al histórico sendero Dadiani. También es posible viajar en barco a través del cañón en una sección de 300 metros de largo del río Abasha. La sección del cañón, conocida como el baño de Dadiani, cuenta con una belleza excepcional. 
Hasta principios de la década de 2000, el cañón era prácticamente desconocido, excepto por los lugareños. Sin embargo, recientemente el sitio ha experimentado un auge de visitantes tanto de residentes como de turistas. Algunos accidentes han ocurrido con temerarios saltando de cascadas, nadadores en aguas altas, buceando sin el equipo o entrenamiento adecuado y actividades de rápel o espeleología. El gobierno ha respondido restringiendo el acceso a través de un sistema de venta de boletos electrónicos con el fin de aumentar el acceso seguro para los turistas y preservar la belleza natural del cañón. El agua en el cañón permanece muy fría durante todo el año y no se vuelve más cálida a medida que cambian las estaciones.